# Калин Терзийски
Калин Николов Терзийски е български поет, писател и сценарист.

## Биография
Калин Терзийски е роден на 22 март 1970 г. в кв. Подуене в София, където е и израснал. Завършил е Националната природоматематическа гимназия (НПМГ) в София. По това време пише първите си стихотворения в сюрреалистичен стил „Стихове на тъмно“. След отбиване на двугодишна военна служба в Гранични войски, през 1990 г. записва медицина във Висшия медицински институт – София, където завършва през 1996 г., след което специализира психиатрия до 2000 г. По това време работи и като дърводелец, анкетьор, санитар и медицинска сестра.
В първите четири години след завършването си работи като психиатър във втората по големина психиатрия в България – Държавна психиатрична болница „Свети Иван Рилски“ в кв. Курило, Нови Искър. Успоредно с това започва да пише за вестници и за списанията „SAX“, „Егоист“, „Клуб М“, „Ева“, „Едно“, „Night life“.
През 1997 г. получава присъда за дребно хулиганство за политически протест, задето е запалил огън на площада пред сградата на Народното събрание, заедно с Мартин Карбовски.
През 2000 г. напуска работата си на лекар и се отдава изцяло на писането. Работи като сценарист в телевизии и радиа. От 1996 до 2010 г. работи като сценарист в предаванията: „Квартал“, „Лица“, „Каналето“ (БНТ), „Досиетата Хъ“ (Дарик радио), „Шаш“, „Пълна лудница“. През 2003 участва в провеждането на обществените експерименти на Мартин Карбовски.
През 2006 г. заедно с Мартин Карбовски и Ангел Константинов създава литературния клуб „Литература*Диктатура“. В него членува и брат му – писателят Светослав Терзийски.
През март 2010 г. учредява, заедно с група водещи сценаристи, Сдружение на българските телевизионни сценаристи (СБТС). Учредител е и на Асоциация на писателите в България.
През 2009 и 2010 г. участва в организирането на популярните публични четения „Зачитане“, чийто основен организатор е поетът Стефан Иванов.
През 2016 г. участва в телевизионното риалити „Фермата“.

## Творчество
Издал е няколко сборника с разкази и три стихосбирки, участва в няколко общи проекта на литературния клуб „Литература*Диктатура“, чиито продукти са три книги.
През 2010 г. издава романа „Алкохол“, написан в съавторство с Деяна Драгоева. „Алкохол“ е автобиографичен роман двояко – веднъж чрез споделените лични преживявания и втори път като базиран върху опита на автора при терапията на алкохолизъм в работата му като психиатър.

## Отличия
„Най-първа награда“ за проза от националния конкурс за хумор в гр. Хасково „Хасковски Каунь“.
Номиниран е четири пъти за наградата „Хеликон“ за сборниците си с разкази „Има ли кой да ви обича“ (2009) и „Любовта на 35-годишната жена“ (2010), и за романите „Алкохол“ (2010) и „Лудост“ (2011).
Награда за литература на Европейския съюз, 2011 Наградата е за „изгряващ“ автор „с не повече от 4 издадени белетристични книги“, връчва се всяка година на 12 писатели, определяни от национални журита. Българското жури с председател Георги Константинов и членове Иглика Василева, Владимир Зарев, Деян Енев и Стефан Тафров подготвя широк списък с предложения, от които накрая спира вниманието си на книгата на Калин Терзийски „Има ли кой да ви обича“.

### Стихосбирки
- „Сол“, София, изд. Парадокс, 2008, 108 с. (ISBN 9789545530844)
- „Нови стихове съвсем в началото“, София, изд. Фабер, 2010, 72 с. (ISBN 9789544002330)
- „За ползата от позите“, София, изд. Сиела, 2011, 96 с. (ISBN 9789542810230)

### Сборници с разкази
- „13 парчета от счупеното време“, 2008. Издаден в тираж 100 броя за по 100 лева и всеки с уникална илюстрация от автора [12].
- „Сурови мисли със странен сос“, София, изд. Сиела, 2009, 98 с. (ISBN 9789542804802)
- „Има ли кой да ви обича“, Пловдив, изд. Жанет 45, 2009, 160 с. (ISBN 9789544915544)
- „Любовта на 35-годишната жена“, Пловдив, изд. Жанет 45, 2010, 160 с. (ISBN 9789544916411)
- „Имен ден за добрия човек“, Пловдив, изд. Жанет 45, 2011, 142 с. (ISBN 9789544917197)
- „Ной дава последни указания на животните“, София, изд. Сиела, 2012, 120 с. (ISBN 9789542810773)
- „13 парчета от счупеното време (Разкази и рисунки)“, София, изд. Сиела, 2013, 200 с. (ISBN 9789542813149)
- „Аскетът в Мола и други разкази“, София, изд. Сиела, 2014, 132 с. (ISBN 9789542814993)

### Романи
- „Алкохол“, София, изд. Сиела, 2010 (ISBN 9789542807636)
- „Лудост“, София, изд. Сиела, 2011, 240 с. (ISBN 9789542809449)
- „Войник“, София, изд. Сиела, 2012, 268 с.(ISBN 9789542812135)
- „Любовта на 45-годишния мъж“, София, изд. Сиела, 2013, 356 с.(ISBN 9789542813866)

### Включен в сборници
- „Недялко яде лайна в НДК [project]“, съст. Мартин Карбовски, София, 2000, Самиздат
- „Антология на живите“, съст. Мартин Карбовски, София, изд. Далет, 2008 (ISBN 9789549224412)
- „Проект Троица“, София, изд. Сиела, 2007, (ISBN 9789542800156)
- „Любовни упражнения“, съст. Ваня Щерева, София, изд. Мавзолея, 2011 (ISBN 9789549245240)